# Kim Young-bin
Đây là một tên người Triều Tiên, họ là Kim.
Kim Young-bin (Hangul: 김영빈; Hán-Việt: Kim Vịnh Bân; sinh ngày 8 tháng 4 năm 1984) là một cầu thủ bóng đá Hàn Quốc thi đấu ở vị trí hậu vệ cho Gyeongnam FC.